# Качество воды
Качество воды — это химические, физические и биологические характеристики воды, основанные на стандартах ее использования. Они чаще всего используется применительно к набору стандартов, соответствие которым, как правило, достигается путем очистки воды, может быть оценено. Наиболее распространенные стандарты, используемые для мониторинга и оценки качества воды, отражают здоровье экосистем, безопасность контактов с людьми и состояние питьевой воды. Качество воды оказывает значительное влияние на водоснабжение и часто определяет варианты снабжения.

## Категории
Параметры качества воды определяются целевым назначением. Работа в области качества воды, как правило, сосредоточена на воде, которая обрабатывается для питьевой воды, промышленного/бытового использования или восстановления (окружающей среды/экосистемы, как правило, для здоровья человека/водной флоры и фауны).

### Потребление человеком
Загрязнители, которые могут находиться в неочищенной воде, включают микроорганизмы, такие как вирусы, простейшие и бактерии; неорганические загрязнители, такие как соли и металлы; органические химические загрязнители промышленных процессов и использования нефти; пестициды и гербициды; и радиоактивные загрязнители. Качество воды зависит от местной геологии и экосистемы, а также от использования человеком таких факторов, как рассеивание сточных вод, промышленное загрязнение, использование водных объектов в качестве теплоотвода и чрезмерное использование (что может привести к снижению уровня воды).
Агентство по охране окружающей среды США (EPA) ограничивает количество определенных загрязняющих веществ в водопроводной воде, предоставляемой американскими общественными системами водоснабжения. Закон о безопасной питьевой воде уполномочивает EPA издавать два типа стандартов:
- первичные стандарты регулируют вещества, которые потенциально влияют на здоровье человека[5][6];
- вторичные стандарты предписывают эстетические качества, которые влияют на вкус, запах или внешний вид[7].

Правила Управления по контролю за продуктами и лекарствами США (FDA) устанавливают ограничения для загрязняющих веществ в бутилированной воде. Можно разумно ожидать, что питьевая вода, включая воду в бутылках, будет содержать по крайней мере небольшое количество некоторых загрязняющих веществ. Наличие этих загрязняющих веществ не обязательно указывает на то, что вода представляет опасность для здоровья.
В урбанизированных районах по всему миру технология очистки воды используется в муниципальных системах водоснабжения для удаления загрязняющих веществ из исходной воды (поверхностных или подземных вод) перед ее распределением по домам, предприятиям, школам и другим получателям. Вода, взятая непосредственно из ручья, озера или водоносного горизонта и не прошедшая никакой обработки, будет иметь неопределенное качество с точки зрения пригодности для питья.

### Промышленное и бытовое использование
Растворенные ионы могут влиять на пригодность воды для целого ряда промышленных и бытовых целей. Наиболее известным из них, вероятно, является присутствие кальция (Ca2+) и магния (Mg2+), которые мешают очищающему действию мыла и могут образовывать твердые сульфатные и мягкие карбонатные отложения в водонагревателях или бойлерах. Жесткая вода может быть смягчена для удаления этих ионов. Процесс размягчения часто заменяет катионы натрия. Для некоторых групп населения жесткая вода может быть предпочтительнее мягкой, поскольку проблемы со здоровьем связаны с дефицитом кальция и избытком натрия. Потребность в дополнительном кальции и магнии в воде зависит от населения, о котором идет речь, потому что люди обычно удовлетворяют свои рекомендуемые количества через пищу.

### Экологическое качество воды
Экологическое качество воды, также называемое качеством окружающей среды, относится к таким водным объектам, как озера, реки и океаны. Стандарты качества воды для поверхностных вод значительно различаются из-за различных условий окружающей среды, экосистем и предполагаемого использования человеком. Токсичные вещества и высокие популяции некоторых микроорганизмов могут представлять опасность для здоровья для непьющих целей, таких как орошение, плавание, рыбалка, рафтинг, катание на лодках и промышленное использование. Эти условия могут также повлиять на дикую природу, которая использует воду для питья или в качестве среды обитания. Согласно EPA, законы о качестве воды обычно определяют защиту рыболовства и рекреационного использования и требуют, как минимум, сохранения текущих стандартов качества.
Среди населения есть некоторое желание вернуть водоемы в первозданные, или доиндустриальные условия. Большинство современных природоохранных законов фокусируются на обозначении конкретных видов использования водного объекта. В некоторых странах эти обозначения допускают некоторое загрязнение воды до тех пор, пока конкретный тип загрязнения не наносит вреда назначенным видам использования. Учитывая изменения ландшафта (например, освоение земель, урбанизация, расчистка лесных массивов) в водосборных бассейнах многих пресноводных водоемов, возвращение к первозданным условиям было бы серьезной проблемой. В этих случаях ученые-экологи сосредотачиваются на достижении целей поддержания здоровых экосистем и могут сосредоточиться на защите популяций вымирающих видов и защите здоровья человека.

## Отбор проб и измерение
Сложность качества воды как субъекта отражается во многих типах измерений показателей качества воды. Некоторые измерения качества воды наиболее точно производятся на месте, поскольку вода существует в равновесии с окружающей средой. Измерения, обычно проводимые на месте и в непосредственном контакте с рассматриваемым источником воды, включают температуру, рН, растворенный кислород, проводимость, окислительно-восстановительный потенциал (ОВП), мутность и глубину диска Секки.

### Сбор образцов
Более сложные измерения часто проводятся в лаборатории, требующей, чтобы проба воды была собрана, сохранена, транспортирована и проанализирована в другом месте. Процесс отбора проб воды создает две существенные проблемы:
- Первая проблема заключается в том, насколько образец может быть репрезентативным для интересующего источника воды. Источники воды меняются в зависимости от времени и местоположения. Измерение интереса может варьироваться в зависимости от сезона или от дня к ночи или в ответ на некоторую деятельность человека или природных популяций водных растений и животных[17]. Измерение интереса может варьироваться в зависимости от расстояний от границы воды с вышележащей атмосферой и подстилающей или ограничивающей почвой. Пробоотборник должен определить, удовлетворяет ли одно время и место потребностям исследования, или же представляющее интерес водопользование может быть удовлетворительно оценено по усредненным значениям отбора проб во времени и месте, или же критические максимумы и минимумы требуют индивидуальных измерений в диапазоне времен, мест или событий. Процедура сбора проб должна обеспечивать правильное взвешивание отдельных времен отбора проб и мест, где уместно усреднение[18]. Там, где существуют критические максимальные или минимальные значения, статистические методы должны применяться к наблюдаемым вариациям, чтобы определить достаточное количество выборок для оценки вероятности превышения этих критических значений[19].

- Вторая проблема возникает, когда проба удаляется из источника воды и начинает устанавливать химическое равновесие со своим новым окружением — контейнером для пробы. Контейнеры для проб должны быть изготовлены из материалов с минимальной реакционной способностью с измеряемыми веществами, и предварительная очистка контейнеров для проб имеет важное значение. Проба воды может растворить часть контейнера для пробы и любой остаток на этом контейнере, а химические вещества, растворенные в пробе воды, могут сорбироваться на контейнере для пробы и оставаться там, когда вода выливается для анализа. Аналогичные физические и химические взаимодействия могут иметь место с любыми насосами, трубопроводами или промежуточными устройствами, используемыми для переноса пробы воды в контейнер для пробы. Вода, собранная из глубин под поверхностью, обычно удерживается при пониженном давлении атмосферы; поэтому газ, растворенный в воде, будет собираться в верхней части контейнера. Атмосферный газ над водой также может растворяться в пробе воды. Другие равновесия химических реакций могут измениться, если проба воды изменит температуру. Мелкодисперсные твердые частицы, ранее взвешенные турбулентностью воды, могут оседать на дно контейнера для образцов, или твердая фаза может образоваться в результате биологического роста или химического осаждения. Микроорганизмы в воде могут биохимически изменять концентрацию кислорода, углекислого газа и органических соединений. Изменение концентрации углекислого газа может изменить рН и изменить растворимость интересующих химических веществ. Эти проблемы вызывают особую озабоченность при измерении химических веществ, которые считаются значимыми при очень низких концентрациях.

Сохранение образца может частично решить вторую проблему. Общепринятая процедура заключается в том, чтобы держать образцы холодными, чтобы замедлить скорость химических реакций и фазовых изменений, и анализировать образец как можно скорее; но это просто минимизирует изменения, а не предотвращает их. Полезная процедура для определения влияния контейнеров для образцов во время задержки между сбором образцов и анализом включает подготовку к двум искусственным образцам заранее перед событием отбора проб. Один контейнер для образцов заполнен водой, которая, как известно из предыдущего анализа, не содержит обнаруживаемого количества интересующего химического вещества. Этот образец, называемый «пустым», вскрывается для воздействия на атмосферу, когда образец, представляющий интерес, собирается, затем запечатывается и транспортируется в лабораторию вместе с образцом для анализа, чтобы определить, ввели ли процедуры сбора или хранения образцов какое-либо измеримое количество интересующего химического вещества. Второй искусственный образец собирают с интересующей пробы, но затем «подсыпают» измеренное дополнительное количество интересующего химического вещества в момент сбора. Пустая (отрицательный контроль) и шипованная проба (положительный контроль) переносятся с интересующей пробой и анализируются теми же методами в одно и то же время для определения любых изменений, указывающих на прибыль или убытки в течение прошедшего времени между сбором и анализом.

### Тестирование в ответ на стихийные бедствия и другие чрезвычайные ситуации
После таких событий, как землетрясения и цунами, агентства по оказанию помощи немедленно реагируют на происходящие операции по оказанию чрезвычайной помощи, чтобы попытаться восстановить базовую инфраструктуру и обеспечить основные фундаментальные предметы, необходимые для выживания и последующего восстановления. Угроза заболевания значительно возрастает из-за большого числа людей, живущих близко друг к другу, часто в убогих условиях и без надлежащей санитарии.
После стихийного бедствия, что касается проверки качества воды, существуют широко распространенные мнения о том, как лучше всего действовать, и могут быть использованы различные методы. Ключевыми основными параметрами качества воды, которые необходимо учитывать в чрезвычайной ситуации, являются бактериологические показатели фекального загрязнения, остаточный свободный хлор, рН, мутность и, возможно, проводимость/общее количество растворенных твердых веществ. Существует множество методов обеззараживания.
После крупных стихийных бедствий может пройти значительное время, прежде чем качество воды вернется к уровню, существовавшему до катастрофы. Например, после землетрясения в Индийском океане в 2004 году базирующийся в Коломбо Международный институт управления водными ресурсами (IWMI) провел мониторинг воздействия соленой воды и пришел к выводу, что колодцы восстановили качество питьевой воды до цунами через полтора года после этого события. IWMI разработала протоколы очистки колодцев, загрязненных соленой водой; впоследствии они были официально одобрены Всемирной организацией здравоохранения в рамках серии ее Руководящих принципов по чрезвычайным ситуациям.

### Химический анализ
Простейшими методами химического анализа являются измерения химических элементов без учета их формы. Элементный анализ кислорода, например, показал бы концентрацию 890 г/л (грамм на литр) пробы воды, поскольку кислород (О) имеет 89 % массы молекулы воды (Н2О). Метод, выбранный для измерения растворенного кислорода, должен различать двухатомный кислород и кислород в сочетании с другими элементами. Сравнительная простота элементного анализа позволила получить большое количество пробных данных и критериев качества воды для элементов, иногда идентифицируемых как тяжелые металлы. Анализ воды на наличие тяжелых металлов должен учитывать частицы почвы, взвешенные в пробе воды. Эти взвешенные частицы почвы могут содержать измеримое количество металла. Хотя частицы не растворяются в воде, они могут быть потреблены людьми, пьющими воду. Добавление кислоты в пробу воды для предотвращения потери растворенных металлов в контейнер для проб может привести к растворению большего количества металлов из взвешенных частиц почвы. Однако фильтрование почвенных частиц из пробы воды перед добавлением кислоты может привести к потере растворенных металлов на фильтре. Сложности дифференциации сходных органических молекул еще более сложны.
Выполнение этих сложных измерений может быть дорогостоящим. Поскольку прямые измерения качества воды могут быть дорогостоящими, как правило, проводятся постоянные программы мониторинга и результаты публикуются государственными учреждениями. Однако существуют местные волонтерские программы и ресурсы, доступные для некоторой общей оценки. Инструменты, доступные широкой публике, включают в себя тестовые наборы на месте, обычно используемые для домашних аквариумов, и процедуры биологической оценки.

### Мониторинг в режиме реального времени
Хотя качество воды обычно отбирается и анализируется в лабораториях, с конца 20-го века растет общественный интерес к качеству питьевой воды, обеспечиваемой муниципальными системами. Многие водоканалы разработали системы сбора данных о качестве исходной воды в режиме реального времени. В начале 21 века были развернуты различные датчики и системы дистанционного мониторинга для измерения рН воды, мутности, растворенного кислорода и других параметров. Были также разработаны некоторые системы дистанционного зондирования для мониторинга качества окружающей воды в речных, эстуарных и прибрежных водоемах.

## Стандарты и протоколы
При установлении стандартов агентства принимают политические и научно-технические решения, основанные на том, как будет использоваться вода. В случае естественных водных объектов агентства также делают некоторую разумную оценку нетронутых условий. Природные водные объекты изменяются в зависимости от условий окружающей среды региона, в результате чего состав воды зависит от окружающих геологических особенностей, отложений и типов горных пород, топографии, гидрологии и климата. Ученые-экологи и водные геохимики работают над интерпретацией параметров и условий окружающей среды, влияющих на качество воды региона, что, в свою очередь, помогает определить источники и судьбы загрязняющих веществ. Экологические правоведы и политики работают над определением законодательства с намерением, чтобы вода поддерживалась в надлежащем качестве для ее определенного использования.
Другое общее представление о качестве воды — это простое свойство, которое определяет, загрязнена вода или нет. На самом деле качество воды — это сложный вопрос, отчасти потому, что вода — это сложная среда, неразрывно связанная с экологией, геологией и антропогенной деятельностью региона. Промышленная и коммерческая деятельность (например, производство, добыча полезных ископаемых, строительство, транспорт) является основной причиной загрязнения воды, как и сток из сельскохозяйственных районов, городской сток и сброс очищенных и неочищенных сточных вод.

### Международные стандарты
- Всемирная организация здравоохранения (ВОЗ) опубликовала руководящие принципы по качеству питьевой воды (GDWQ) в 2011 году[3].

- Международная организация по стандартизации (ISO) опубликовала регулирование качества воды в разделе ICS 13.060[34], начиная от отбора проб воды, питьевой воды, воды промышленного класса, сточных вод и исследования воды на химические, физические или биологические свойства. ICS 91.140.60 охватывает стандарты систем водоснабжения[35].

### Национальные спецификации для окружающей воды и питьевой воды

#### Европейский Союз
Водная политика Европейского Союза в основном кодифицирована в трех директивах:
- Директива по очистке городских сточных вод (91/271/EEC) от 21 мая 1991 года о сбросах муниципальных и некоторых промышленных сточных вод;
- Директива о питьевой воде (98/83/EC) от 3 ноября 1998 года, касающаяся качества питьевой воды;
- Рамочная директива по водным ресурсам (2000/60/EC) от 23 октября 2000 года об управлении водными ресурсами.

#### Индия
Стандарты Индийского Совета медицинских исследований (ICMR) на питьевую воду.

#### Южная Африка
Руководящие принципы по качеству воды для Южной Африки сгруппированы в соответствии с типами потенциальных пользователей (например, бытовые, промышленные) в Руководящих принципах по качеству воды 1996 года. Качество питьевой воды регулируется Южноафриканским национальным стандартом (SANS) 241 Спецификация питьевой воды.

#### Великобритания
В Англии и Уэльсе приемлемые уровни снабжения питьевой водой перечислены в «Правилах водоснабжения (качества воды) 2000 года».

#### США
В Соединенных Штатах стандарты качества воды определяются государственными органами для различных водных объектов, руководствуясь желаемыми видами использования водного объекта (например, среда обитания рыб, питьевое водоснабжение, рекреационное использование). Закон о чистой воде (CWA) требует, чтобы каждая управляющая юрисдикция (штаты, территории и охватываемые племенные образования) представляла набор двухгодичных отчетов о качестве воды в своем районе. Эти доклады известны как доклады 303(d) и 305(b), названные в честь их соответствующих положений CWA, и представляются и утверждаются Агентством по охране окружающей среды (EPA). Эти отчеты заполняются управляющей юрисдикцией, как правило, государственным Агентством по охране окружающей среды. EPA рекомендует, чтобы каждое государство представило единый «Комплексный отчет», содержащий его список нарушенных вод и статус всех водных объектов в государстве. Национальный доклад о кадастре качества воды Конгрессу представляет собой общий доклад о качестве воды, содержащий общую информацию о количестве миль ручьев и рек и их совокупном состоянии. CWA требует от государств принять стандарты для каждого из возможных назначенных видов использования, которые они назначают своим водам. Если факты свидетельствуют или документально подтверждают, что ручей, река или озеро не соответствуют критериям качества воды для одного или нескольких назначенных видов использования, они включаются в список нарушенных вод. После того как государство включило водный объект в этот список, оно должно разработать план управления, устанавливающий Общие максимальные суточные нагрузки для загрязняющих веществ, ухудшающих использование воды. Эти нагрузки устанавливают сокращения, необходимые для полной поддержки назначенных видов использования.
Стандарты питьевой воды, которые применимы к общественным системам водоснабжения, издаются EPA в соответствии с Законом о безопасной питьевой воде.